# Lezhi

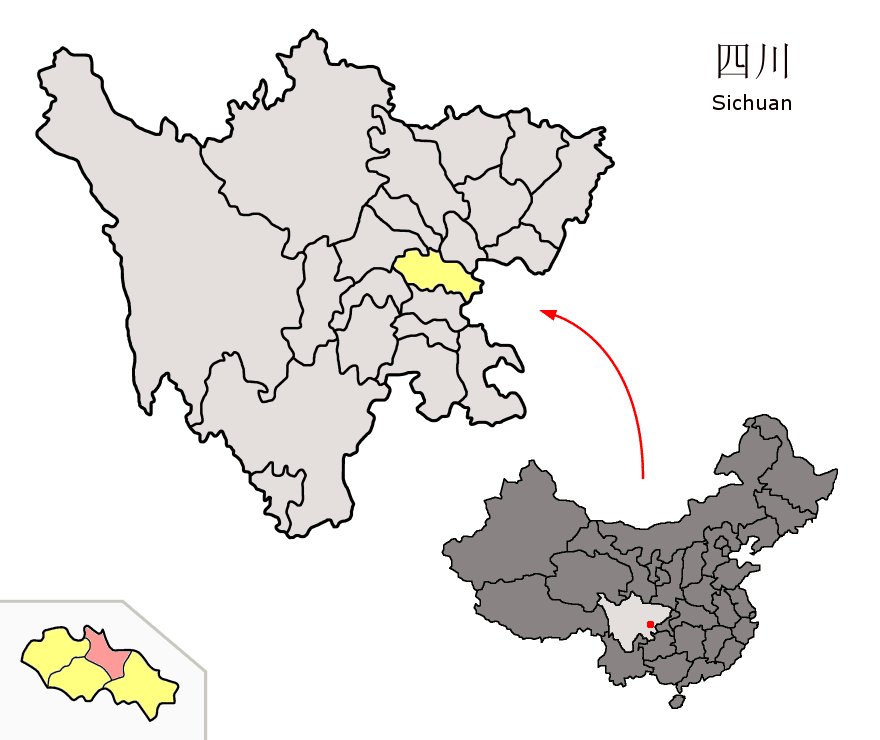
Lage des Kreises Lezhi (rosa) in der bezirksfreien Stadt Ziyang (gelb).

Lezhi (chinesisch 乐至县, Pinyin Lèzhì Xiàn) ist ein Kreis der bezirksfreien Stadt Ziyang in der chinesischen Provinz Sichuan. Die Fläche beträgt 1.424 Quadratkilometer und die Einwohnerzahl 490.573 (Stand: Zensus 2020). 1999 zählte Lezhi 870.311 Einwohner.
Der ehemalige Wohnsitz von Chen Yi (Chen Yi guju 陈毅故居) steht seit 2006 auf der Liste der Denkmäler der Volksrepublik China (6-1038).
Im Kreis Lezhi befindet sich der Baoguo-Tempel (chinesisch 报国寺, Pinyin Bàoguó Sì), dessen Ursprünge bis auf die Zeit der Sui-Dynastie zurückgehen.